# Station Kościan
Station Kościan is een spoorwegstation in de Poolse plaats Kościan.